# Eitting
Eitting è un comune tedesco di 2 330 abitanti, situato nel land della Baviera.